# Рошкань (Хунедоара)
Рошкань, Рошкані (рум. Roșcani) — село у повіті Хунедоара в Румунії. Входить до складу комуни Добра.
Село розташоване на відстані 319 км на північний захід від Бухареста, 27 км на захід від Деви, 128 км на південний захід від Клуж-Напоки, 103 км на схід від Тімішоари.

## Населення
За даними перепису населення 2002 року у селі проживали 472 особи, усі — румуни. Усі жителі села рідною мовою назвали румунську.